# James Eugène Munson
Pour les articles homonymes, voir Munson.
James Eugène Munson (1835-1906) était un sténographe, notamment un sténographe officiel de la cour suprême de New York.
Il est allé à New York au début 1857. Il y travailla sur l'amélioration des systèmes existants de sténographie. Trois ans de travail et sept ans de pratique ont donné naissance à la publication Complete Phonographer (New York, 1866), qui sera suivi par « Dictionary of Practical Phonography » (1874), une nouvelle version du Complete Phonographer (1877), puis The Phrase-Book of Practical Phonography (1879).